# Synagoga w Úsovie
Synagoga w Úsovie (cz. Synagoga v Úsově) – synagoga znajdująca się w Úsovie, w Czechach, przy ulicy U synagogy.
Pierwsza synagoga powstała wraz z cmentarzem w drugiej połowie XVI wieku. Zniszczono ją podczas wojny trzydziestoletniej. Drugą synagogę postawiono przed 1689 rokiem. Po konflikcie z katolickim duchowieństwem została zburzona. Na mocy decyzji sądu prace rozbiórkowe musiała sfinansować gmina żydowska.
Obecna synagoga została zbudowana w 1784 roku po 60 latach starań o zezwolenie na budowę. W 1938 r. synagoga została doszczętnie zdewastowana przez hitlerowców. Po wojnie synagoga była wykorzystywana jako świątynia Ewangelickiego Kościoła Czeskobraterskiego. Budowla została ostatnio wyremontowana. W pobliżu zachował się cmentarz żydowski z nagrobkami z XVIII wieku.